# Högre däggdjur
Högre däggdjur (Eutheria), ibland kallade placentadäggdjur eller moderkaksdäggdjur, är en infraklass i klassen däggdjur. Tillsammans med pungdjuren bildar de underklassen Theria. Alla däggdjur i Europa, inklusive människan, tillhör de högre däggdjuren. Beteckningen "högre" ska inte tolkas som en värdering – det betyder här endast att de är en nyare gren i evolutionens lopp. Till högre däggdjur hör cirka 94 procent av alla nu levande däggdjursarter. Av däggdjurens 1 229 släkten tillhör 1 135 detta taxon.
Beteckningen moderkaksdäggdjur är inte heller helt riktig, då även några pungdjur som grävlingpungdjur och koalan har en enkel moderkaka.
Ägg av dessa djur blir befruktade inuti honans kropp och ungdjuren utvecklas i en livmoder i honan. I livmodern får ungarna allt de behöver via navelsträngen och moderkakan som sitter fast i livmoderväggen. Tiden i livmodern kan variera från två veckor till närmare två år. Efter födseln fortsätter honan att ge näring åt ungarna under en viss tid, genom modersmjölken.
Vissa djur i underklassen kan ligga i dvala, som till exempel sjusovaren som sover nästan hela vintern.

## Kännetecken
De högre däggdjuren uppvisar med några få undantag alla kännetecken som är typiska för däggdjur, alltså en kroppsbeklädnad av hår eller liknande, tre hörselben, mjölkkörtlar, ett mellangärde och andra särdrag som beskrivs under däggdjurens kännetecken. Den största skillnaden till andra däggdjur är konstruktionen av könsdelarna och fortplantningssättet. På grund av anpassningen till olika levnadssätt och habitat finns det därutöver inga andra unika egenskaper som skiljer dem från pungdjuren och kloakdjuren.

### Huvud och tänder
Liksom andra däggdjur har arterna i gruppen olika tänder: framtänder (Incisiver), hörntänder (Caniner) och två sorters kindtänder (premolarer och molarer). Jämfört med pungdjur som ofta har 40 till 50 tänder är antalet för flera högre däggdjur mindre. Den ursprungliga tandformeln är 3/3-1/1-4/4-3/3, vilket betyder per käkhalva tre framtänder, en hörntand, fyra premolarer och tre molarer, sammanlagt 44 tänder. Den elementära tandformeln finns kvar hos några få högre däggdjur, till exempel vildsvinet, men hos de flesta arterna har en reduktion som anpassning till olika slags föda skett. Hos vissa medlemmar som myrslokar och myrkottar saknas tänder fullständigt. Den motsatta utvecklingen till en tanduppsättning med fler tänder finns bara i undantagsfall, till exempel har jättebältan (Priodontes maximus) 100 rudimentära tänder – det största antalet tänder hos alla nutida landlevande däggdjur. En annan specialitet finns hos tandvalarna som fått likformiga tänder. Vissa delfiner har 260 tänder. I motsats till pungdjur som vanligen har en enda tanduppsättning under livet utvecklar högre däggdjur mjölktänder (med undantag av molarerna) som byts ut efter ett tag.
Även i konstruktionen av benen som bildar skallen finns några särdrag, till exempel uppbyggnaden av kilbenet (Os sphenoidale) och tinningbenets klippdel (Pars petrosa). Dessutom har de hjärnbalken (Corpus callosum) som sammanlänkar storhjärnans två delar.

### Andra kännetecken
Högre däggdjur skiljer sig från pungdjur genom avsaknaden av benen som håller pungen. Dessa ben (Ossa epubica) ansluter hos pungdjuren vid blygdbenet. Hos utdöda medlemmar av de högre däggdjuren fanns dessa ben kvar. Dessutom finns Ossa epubica i gruppen pungdjur hos båda kön och därför antas att benens ursprungliga syfte inte hade något med fortplantningen att göra utan att de behövdes för de bakre extremiteternas muskler.
Vad gäller det urogenitala systemet har hondjur i gruppen högre däggdjur en enda vagina, hos pungdjur finns två slidor. Konstruktionen av livmodern är inte enhetlig. Hos en del medlemmar är livmodern delad i två segment och hos andra, till exempel hos primater och fladdermöss, finns bara en enda livmoder. Handjurens scrotum ligger bakom penisen, hos pungdjur ligger den längre fram, men vissa högre däggdjur saknar scrotum. Hos en del högre däggdjur som elefanter och springnäbbmöss förblir testiklarna i bukhålan.

### Olikartad kroppsbyggnad
Det finns inga specialiteter i den allmänna kroppsbyggnaden hos pungdjur eller kloakdjur som inte finns hos högre däggdjur. Å andra sidan förekommer hos högre däggdjur kroppsformer som inte har någon motsvarighet bland kloakdjuren eller pungdjuren. Till exempel existerar havslevande däggdjur som valar, sälar och sjökor endast i underklassen Eutheria. Även de enda däggdjuren som självständigt kan flyga, fladdermössen, tillhör de högre däggdjuren. Däremot kan vissa pungdjur som flygpungekorrar glidflyga. Passiv flygförmåga finns även hos en del högre däggdjur som pälsfladdrare och flygekorrar.

## Utbredning och levnadssätt
Högre däggdjur har en världsvid utbredning, de lever på alla kontinenterna, i alla oceaner och på de flesta öar. I Australien hade de före människans ankomst ingen dominerande roll, då fanns bara några fladdermöss och egentliga möss (Murinae). I människans följe etablerade sig flera främmande arter. Detsamma gäller en del avlägsna öar som till exempel Nya Zeeland.
Även vad gäller habitatet har de högre däggdjuren anpassat sig till nästan alla regioner. De finns förutom i tempererade zoner även i öknar, i regnskogar, på höga bergskedjor och i polarregionerna. De enda ställen där högre däggdjur saknas, om man bortser från människans tillfälliga besök, är djuphaven och Antarktis centrala delar.
Vad gäller levnadssättet skiljer sig medlemmarna mycket från varandra. Enda undantaget är det sociala beteendet. Endast bland de högre däggdjuren finns komplexa flockar med en utpräglad hierarki, men det gäller inte alla högre däggdjur. Det förekommer alltså arter där individerna lever ensamma och arter med ett annat socialt beteende. Även beträffande födan är de högre däggdjuren mycket variabla.

## Fortplantning
Det viktigaste kännetecknet för denna djurgrupp är att deras befruktade ägg bildar ett skyddande cellskikt som kallas trophoblast. Pungdjurs embryon saknar detta skikt och måste därför lämna moderns kropp innan honans immunförsvar kommer igång. Därför är de högre däggdjuren bättre utvecklade när de föds. Dräktighetstiden är mycket skiftande, hos vissa hamstrar varar dräktigheten bara i 15 dagar medan den för afrikanska elefanter uppgår till 22 månader.
Nyfödda hästar, rådjur och harar är välutvecklade och kan gå och springa nästan direkt efter att de föds medan andra djur i underklassen är helt hjälplösa när de föds, som till exempel möss och människor.

## Uppkomsten av de högre däggdjuren

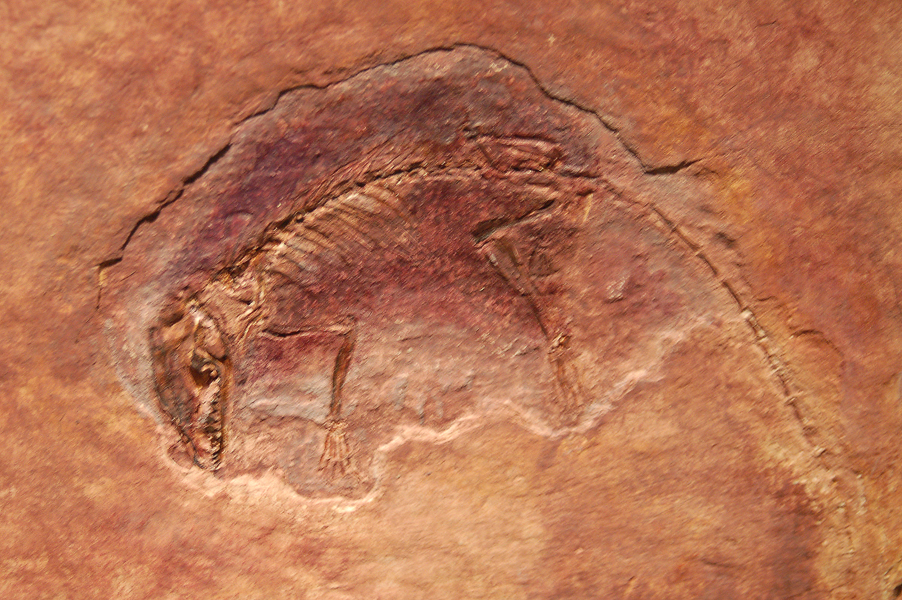
Eomaia scansoria räknas som infraklassens äldsta kända fossil.

De äldsta kända medlemmarna av infraklassen Eutheria levde under kritan. För närvarande är Eomaia scansoria som levde för cirka 125 miljoner år sedan det äldsta fossilet som räknas till gruppen. Jämfört med pungdjur eller Multituberculata finns bara ett fåtal fossil från kritan som tillhör de högre däggdjuren. Bara från östra Asien och Nordamerika är några fossil från denna epok kända. Arter som med säkerhet kan betecknas som förfäder till de nu levande högre däggdjuren uppkom först under paleocen för ungefär 60 miljoner år sedan.
Efter dinosauriernas utdöende var ett större antal ekologiska nischer lediga som upptogs av nya däggdjursgrupper. Med tiden blev de högre däggdjuren den dominerande däggdjursgruppen på de flesta kontinenterna, bara i Sydamerika, Australien och Antarktis (före kontinentens nedisning) blev en omfattande pungdjursfauna kvar.
Utvecklingen skedde inte i en rak linje utan med flera återvändsgränder och utdöende grenar. Särskilt under paleocen och eocen fanns ett flertal ordningar som inte var släkt med dagens högre däggdjur. Av dagens ordningar var de flesta etablerade under eocen, däribland mycket specialiserade grupper som fladdermöss eller valar. Det största antalet arter fanns under miocen. Sedan dess orsakade försämringar av klimatet en kontinuerlig nedgång som nådde sin höjdpunkt i massutdöendet under pleistocens istider. Även efter pleistocen förblev antalet arter lågt på grund av ett skiftande klimat och människans inverkan.

## Systematik

### Eutheria eller Placentalia?
För de högre däggdjuren etablerades två vetenskapliga namn, Eutheria och Placentalia. I en del systematiska avhandlingar används dessa beteckningar synonymt medan andra auktorer gör en åtskillnad. Till exempel räknar några zoologer de nu levande medlemmarna och deras direkta föregångare till Placentalia, medan Eutheria beskriver en större grupp av placentadäggdjur med flera utdöda arter som inte kan räknas till de högre däggdjuren. Anfäderna till Placentalia är bara kända från enstaka fossil och det är möjligt att de inte bildade en monofyletisk grupp, därför är uppdelningen i Eutheria och Placentalia omstridd.

### Yttre systematik
Vanligen räknas de högre däggdjuren tillsammans med pungdjuren till underklassen Theria. Medlemmar av Theria har några kännetecken som saknas hos kloakdjuren, de föder till exempel levande ungdjur (vivipari) och honor har spenar. Några forskare tvivlar på gruppen Therias existens och ser istället en närmare släktskap mellan pungdjur och kloakdjur som de sammanfattar i gruppen Marsupionta. Genetiska undersökningar av mitokondriernas DNA talar mer för Marsupionta-teorin medan genetiska undersökningar av cellkärnan bekräftar gruppen Theria.

### Inre systematik
De högre däggdjuren har traditionellt delats in i ett tjugotal ordningar, men relationerna mellan dessa har fram tills nyligen varit mycket omstridda. Under de senaste åren har man dock genom molekylärbiologiska rön närmat sig ett tydligt stamträd för ordningarnas släktskap, där de delas in i fyra grupper: Xenarthra, Afrotheria, Laurasiatheria och Euarchontoglires. Relationerna mellan dessa fyra grupper är ej helt klarlagda. Dock talar mycket för att Laurasiatheria och Euarchontoglires hör ihop i en grupp "nordliga" däggdjur, utvecklade på norra halvklotet, som då kallas Boreoeutheria. Eventuellt hör Xenarthra och Afrotheria ihop i en "sydlig" grupp som kallas Atlantogenata, men detta är inte lika välbelagt.  Sannolikt, men inte helt säkert, ser alltså däggdjurens stamträd ut som nedan.
|  | Afrotheria |
|  |            |
|  | Xenarthra  |
|  |            |

|  | Laurasiatheria   |
|  |                  |
|  | Euarchontoglires |
|  |                  |

|  | Afrotheria |
|  |            |
|  | Xenarthra  |
|  |            |

|  | Laurasiatheria   |
|  |                  |
|  | Euarchontoglires |
|  |                  |

|  | Afrotheria |
|  |            |
|  | Xenarthra  |
|  |            |

|  | Laurasiatheria   |
|  |                  |
|  | Euarchontoglires |
|  |                  |

|  | Afrotheria |
|  |            |
|  | Xenarthra  |
|  |            |

|  | Laurasiatheria   |
|  |                  |
|  | Euarchontoglires |
|  |                  |

|  | Afrotheria |
|  |            |
|  | Xenarthra  |
|  |            |

|  | Laurasiatheria   |
|  |                  |
|  | Euarchontoglires |
|  |                  |

|  | Afrotheria |
|  |            |
|  | Xenarthra  |
|  |            |

|  | Laurasiatheria   |
|  |                  |
|  | Euarchontoglires |
|  |                  |

|  | Afrotheria |
|  |            |
|  | Xenarthra  |
|  |            |

|  | Laurasiatheria   |
|  |                  |
|  | Euarchontoglires |
|  |                  |

|  | Afrotheria |
|  |            |
|  | Xenarthra  |
|  |            |

|  | Laurasiatheria   |
|  |                  |
|  | Euarchontoglires |
|  |                  |

|  | Afrotheria |
|  |            |
|  | Xenarthra  |
|  |            |

|  | Laurasiatheria   |
|  |                  |
|  | Euarchontoglires |
|  |                  |

|  | Afrotheria |
|  |            |
|  | Xenarthra  |
|  |            |

|  | Laurasiatheria   |
|  |                  |
|  | Euarchontoglires |
|  |                  |

|  | Afrotheria |
|  |            |
|  | Xenarthra  |
|  |            |

|  | Laurasiatheria   |
|  |                  |
|  | Euarchontoglires |
|  |                  |

|  | Afrotheria |
|  |            |
|  | Xenarthra  |
|  |            |

|  | Laurasiatheria   |
|  |                  |
|  | Euarchontoglires |
|  |                  |

|  | Afrotheria |
|  |            |
|  | Xenarthra  |
|  |            |

|  | Laurasiatheria   |
|  |                  |
|  | Euarchontoglires |
|  |                  |

|  | Afrotheria |
|  |            |
|  | Xenarthra  |
|  |            |

|  | Laurasiatheria   |
|  |                  |
|  | Euarchontoglires |
|  |                  |

|  | Afrotheria |
|  |            |
|  | Xenarthra  |
|  |            |

|  | Laurasiatheria   |
|  |                  |
|  | Euarchontoglires |
|  |                  |

|  | Afrotheria |
|  |            |
|  | Xenarthra  |
|  |            |

|  | Laurasiatheria   |
|  |                  |
|  | Euarchontoglires |
|  |                  |

Högre däggdjur (Eutheria eller Placentalia)
- Överordning Afrotheria
  - Ordning Afrosoricida
  - Ordning Springnäbbmöss (Macroscelidea)
  - Ordning Jordsvin (Tubulidentata)
  - Ordning Hyraxar (Hyracoidea)
  - Ordning Elefantdjur (Proboscidea)
  - Ordning † Embrythopoda
  - Ordning † Desmostylia
  - Ordning Sirendjur (Sirenia)
- Överordning Trögdjur (Xenarthra)
  - Ordning Håriga trögdjur (Pilosa)
  - Ordning Pansrade trögdjur (Cingulata)
- Överordning Laurasiatheria
  - Ordning Myrkottar (Pholidota)
  - Ordning Fladdermöss (Chiroptera)
  - Ordning Äkta insektsätare (Eulipotyphla)
  - Ordning † Creodonta
  - Ordning Rovdjur (Carnivora)
  - Ordning † Condylarthra
  - Ordning Cetartiodactyla (innehåller de tidigare ordningarna Partåiga hovdjur (Artiodactyla) och Valar (Cetacea))
  - Ordning Uddatåiga hovdjur (Perissodactyla)
- Överordning Euarchontoglires
  - Ordning Pälsfladdrare, (Dermoptera)
  - Ordning Primater (Primates)
  - Ordning Spetsekorrar (Scandentia)
  - Ordning Gnagare (Rodentia)
  - Ordning Hardjur (Lagomorpha)